# Brbinj
Brbinj ist eine Ortschaft auf der Insel Dugi Otok in Kroatien.

## Lage und Einwohner
Brbinj liegt im Nordosten der Insel zwischen den Dörfern Dragove und Savar. Im Jahre 2021 zählte die Ortschaft 70 Einwohner, die von einfacher Landwirtschaft, Fischerei, die meisten aber vom Tourismus leben. Durch ihre vor Wetter geschützte Bucht ist sie Anlegepunkt der Autofähre Supetar von Zadar, die drei- bis viermal pro Tag anlegt.
| Bevölkerungsentwicklung | Bevölkerungsentwicklung | Bevölkerungsentwicklung | Bevölkerungsentwicklung | Bevölkerungsentwicklung | Bevölkerungsentwicklung | Bevölkerungsentwicklung | Bevölkerungsentwicklung | Bevölkerungsentwicklung | Bevölkerungsentwicklung | Bevölkerungsentwicklung | Bevölkerungsentwicklung | Bevölkerungsentwicklung | Bevölkerungsentwicklung | Bevölkerungsentwicklung | Bevölkerungsentwicklung | Bevölkerungsentwicklung | Bevölkerungsentwicklung | Bevölkerungsentwicklung |
| ----------------------- | ----------------------- | ----------------------- | ----------------------- | ----------------------- | ----------------------- | ----------------------- | ----------------------- | ----------------------- | ----------------------- | ----------------------- | ----------------------- | ----------------------- | ----------------------- | ----------------------- | ----------------------- | ----------------------- | ----------------------- | ----------------------- |
| 1608                    | 1754                    | 1857                    | 1869                    | 1880                    | 1890                    | 1900                    | 1910                    | 1921                    | 1931                    | 1948                    | 1953                    | 1961                    | 1971                    | 1981                    | 1991                    | 2001                    | 2011                    | 2021                    |
| 129                     | 234                     | 202                     | 233                     | 230                     | 238                     | 309                     | 333                     | 328                     | 327                     | 328                     | 336                     | 296                     | 272                     | 104                     | 168                     | 85                      | 76                      | 70                      |

## Geschichte
Der Name Brbinj leitet sich vom lateinischen Eisenkraut (Verbena) ab. Birbinium hieß die erste Siedlung. Die Pfarrei Sveti Kozma und Damjan in Brbinje wurde 1195 das erstmals erwähnt, als Papst Coelestin III. zehn Pfarreien an das Kloster St. Krsevan in Zadar spendete, darunter die Pfarreien St. Kozma und Damjan, damals noch unter dem Namen Berbinei bzw. de Berbigno. Zu Beginn des 12. Jahrhunderts gab es Salinen, die dem Kloster St. Krševan in Zadar gehörten. Die Pfarrkirche Sveti Kozma und Damjan wurde im 14. Jahrhundert erbaut, als die Gegend zur Republik Venedig gehörte. Die Burg Soppe aus dem 16. Jahrhundert ist noch als Ruine erhalten. Brbinj zählte 129 Einwohner im Jahre 1608.
In der Zeit nach dem Zweiten Weltkrieg fand in Brbinj eine große Abwanderung statt. Besonders ab den 1970er Jahren zog es die meisten Einwohner nach Amerika und Australien.